# 1,4-dibromobenzene
Il 1,4-dibromobenzene, o para-dibromobenzene, è un alogenuro arilico disostituito derivato dal benzene, in cui due atomi di idrogeno sono stati sostituiti con due di bromo in posizione para sull'anello. Appare come un solido cristallino incolore e dall'odore caratteristico, praticamente insolubile in acqua ma solubile in toluene, disolfuro di carbonio, acetone, benzene, dietiletere ed etanolo. Viene utilizzato come reagente nelle sintesi organiche.

## Sintesi
Il 1,4-dibromobenzene può essere ottenuto per para-brominazione del bromobenzene o per trattamento dal 4-bromobenzendiazonio, sale di diazonio della para-bromoanilina.

## Utilizzo
Il 1,4-dibromobenzene è principalmente usato come reagente nelle sintesi industriali di coloranti e di molecole ad attività terapeurica. Trova inoltre impiego come fumigante.